# هوانغ شوان فينه
هوانغ شوان فينه (ولد في 6 تشرين الأول  1974 في هانوي) رياضي فيتنامي في الرماية .
شارك في دورة الألعاب الاولمبية الصيفية عام 2012 و2016 . وقد فاز في الأخيرة بالميدالية الذهبية في 10 متر مسدس الهواء والفضية في 50 متر مسدس وهو أول متسابق من بلاده يفوز بميدالية ذهبية أولمبية.

## وصلات خارجية
- هوانغ شوان فينه على موقع الاتحاد الدولي (الإنجليزية)
- هوانغ شوان فينه على موقع أوليمبيديا (الإنجليزية)